# Uladzimir Samsonaŭ
Uładzimir Viktaravitj Samsonaŭ (vitryska: Уладзімір Віктаравіч Самсонаў; ryska: Владимир Викторович Самсонов, Vladimir Viktorovitj Samsonov) född 17 april 1976 i Minsk, Vitryska SSR, Sovjetunionen är en belarusisk före detta bordtennisspelare. Samsonaŭ är trefaldig europamästare i singel och fyrfaldig mästare i Europa Top 12. Han kom dessutom på 2:a plats i VM 1997. 

## Meriter

### Olympiska meriter

#### Olympiska sommarspelen 2008
| Idrottare          | Gren   | Grundomgång          | Omgång 1             | Omgång 2             | Omgång 3                                         | Omgång 4                                                         | Kvartsfinal          | Semifinal            | Final                |
| Idrottare          | Gren   | Motståndare Resultat | Motståndare Resultat | Motståndare Resultat | Motståndare Resultat                             | Motståndare Resultat                                             | Motståndare Resultat | Motståndare Resultat | Motståndare Resultat |
| ------------------ | ------ | -------------------- | -------------------- | -------------------- | ------------------------------------------------ | ---------------------------------------------------------------- | -------------------- | -------------------- | -------------------- |
| Uładzimir Samsonaŭ | Singel | Bye                  | Bye                  | Bye                  | Christian Süß (GER) W 4-0 (15-13 11-6 11-9 11-4) | Jörgen Persson (SWE) L 3-4 (11-7 11-8 9-1 13-11 7-11 10-12 9-11) | Gick inte vidare     | Gick inte vidare     | Gick inte vidare     |